# Traunstein (Duitsland)
Traunstein is een gemeente in de Duitse deelstaat Beieren. Het is de Kreisstadt van het Landkreis Traunstein. De stad telt 20.530 inwoners. Naburige steden zijn onder andere Tittmoning, Traunreut, Freilassing en Trostberg.
Traunstein is de hoofdstad van het district Traunstein, gelegen tussen München en Salzburg, ca. 10 km ten zuidoosten van de Chiemsee en 15 km ten noorden van de Chiemgauer Alpen.
Traunstein is een winkelstad en een administratief centrum als zetel van de Regioregering Traunstein.
Paus Benedictus XVI woonde lange tijd van zijn jeugd in Traunstein. Sinds juni 2005 is hij ereburger van deze stad.

## Geboren
- Balthasar Permoser (1651 - 1732), beeldhouwer
- Dea Loher (1964), toneelschrijfster
- Alexander Kastenhuber (1967), wielrenner
- Stefan Mross (1975), televisiepresentator
- Tobias Angerer (1977), langlaufer
- Evi Sachenbacher-Stehle (1980), langlaufster
- Josef Ferstl (1988), alpineskiër
- Joel Dufter (1995), schaatser
- Sophia Schneider (1997), biatlete

## Stedenband
- Gap (Frankrijk)[2]

Altenmarkt a.d.Alz ·
Bergen ·
Chieming ·
Engelsberg ·
Fridolfing ·
Grabenstätt ·
Grassau ·
Inzell ·
Kienberg ·
Kirchanschöring ·
Marquartstein ·
Nußdorf ·
Obing ·
Palling ·
Petting ·
Pittenhart ·
Reit im Winkl ·
Ruhpolding ·
Schleching ·
Schnaitsee ·
Seeon-Seebruck ·
Siegsdorf ·
Staudach-Egerndach ·
Surberg ·
Tacherting ·
Taching a.See ·
Tittmoning ·
Traunreut ·
Traunstein ·
Trostberg ·
Übersee ·
Unterwössen ·
Vachendorf ·
Waging a.See ·
Wonneberg